# Masacre de Centralia
La masacre de Centralia fue un incidente violento y sangriento que tuvo lugar en Centralia, en el condado de Lewis (Washington), el 11 de noviembre de 1919, durante un desfile que celebraba el primer aniversario del Remembrance Day. El conflicto entre la Legión Estadounidense y trabajadores miembros del sindicato Industrial Workers of the World (IWW or "Wobblies") tuvo como resultado seis muertos, varios heridos, múltiples condenas a prisión y una disputa especialmente amarga sobre las motivaciones y los acontecimientos que precipitaron la masacre. Fue la culminación de años de malas relaciones entre los miembros de la Legión local y los miembros de IWW. Tanto Centralia como el pueblo vecino de Chehalis tenían un gran número de veteranos de la Primera Guerra Mundial, con robustos capítulos de la Legión, así como una gran cantidad de miembros del IWW, algunos de ellos también veteranos de guerra.
Las ramificaciones de este evento incluyeron un juicio que atrajo atención mediática nacional, notoriedad que contribuyó a la Amenaza roja de 1919-1920, la creación de un mártir para el IWW, un monumento a un lado de la batalla y un mural en el otro, un tributo formal a los legionarios caídos por parte del presidente Warren G. Harding y una enemistad profunda entre la Legión Estadounidense local y los Wobblies que persistió hasta el siglo XXI.

## Víctimas
Fallecidos:
- Warren Grimm, comandante de la Legión Estadounidense
- Arthur McElfresh, de la Legión Estadounidense
- Ben Cassagranda, de la Legión Estadounidense
- Dale Hubbard, de la Legión Estadounidense
- John M. Haney, sheriff de Centralia
- Wesley Everest, de Industrial Workers of the World

Heridos:	
- Bernard Eubanks, de la Legión Estadounidense
- Eugene Pfitzer, de la Legión Estadounidense
- Earl Watts, de la Legión Estadounidense
- Alva Coleman, de la Legión Estadounidense
- John Watt, de la Legión Estadounidense

## Condenas
Ocho Wobblies fueron condenados por asesinato en segundo grado por sus roles en la masacre:
- Eugene Barnett;
- Bert Bland;
- O.C. Bland;
- Ray Becker;
- John McInerney;
- John Lamb;
- Loren Roberts (culpable, pero hallado desequilibrado mental).

Mike Sheehan y Elmer Smith fueron encontrados inocentes. Los cargos sobre Bert Faulkner y Tom Morgan fueron retirados.